# آندراویدا
آندراویدا (به لاتین: Andravida) یک شهرک در یونان است که در Andravida-Kyllini واقع شده‌است.